# 딕시 카터
딕시 카터(Dixie Carter, 1939년 5월 25일 ~ 2010년 4월 10일)는 미국의 배우이다.

## 출연 작품
- 그날 오후 : 지는 해를 보기 싫었다 (2009)
- 위기의 주부들 (2004)
- 패밀리 우먼 (2003)
- 이웃집 야마다군 (1999)
- 파이어드 업 (1997)
- 실종 (1996)
- 도박사 5 (1994)
- 신나는 개구쟁이 (1978)